# پرمیر فودز
پرمیر فودز (انگلیسی: Premier Foods) شرکت صنایع غذایی بریتانیایی است، که در سال ۱۹۷۵ تأسیس شد.